# Художественная галерея Крайстчерча
Худо́жественная галере́я Кра́йстчерча (англ. Christchurch Art Gallery Te Puna o Waiwhetu) — муниципальная художественная галерея, расположенная в Крайстчерче, Новая Зеландия. Управление и финансирование галереи осуществляется городским Советом Крайстчерча. В галерее хранится большое собрание произведений искусства, в том числе работы новозеландских авторов, проводятся международные выставки. Галерея была открыта 10 мая 2003 года и унаследовала коллекцию бывшей городской художественной галереи Роберта Макдугалла (англ. Robert McDougall Art Gallery), работавшей с 16 июня 1932 года по 16 июня 2002 года.

## История

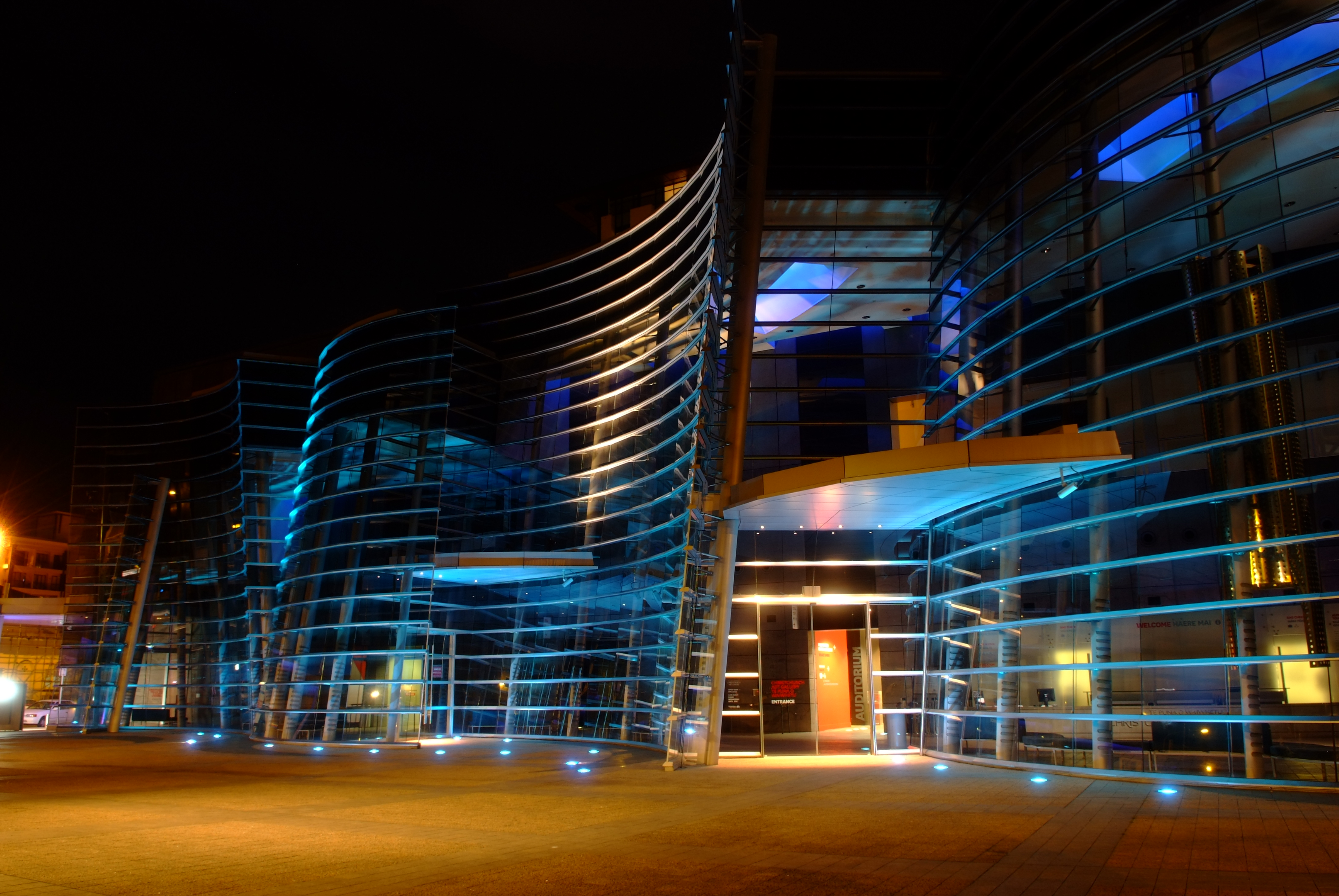
Фасад галереи на Монреаль-стрит.

Часть официального наименования галереи на языке маори может быть истолкована следующим образом: Te Puna — «во славу waipuna», артезианского источника под галереей; Waiwhetu — относится к одному из притоков реки Эйвон в непосредственной близости от галереи. Waiwhetu можно перевести также как «вода, в которой отражаются звёзды».
Первая общественная художественная галерея была открыта в Крайстчерче в 1932 году и получила название «Художественная галерея Роберта Макдугалла». Здание этой галереи, находящееся в ботаническом саду, стоимостью 26 000 фунтов стерлингов, было подарено городу директором компании Aulsebrook and Co., Робертом Э. Макдугаллом (англ. Robert E. McDougall). Коллекция галереи была образована из фондов Кентерберийского общества коллекционеров британской и европейской живописи и коллекции Джеймса Джемисона (англ. James Jamieson), и насчитывала 160 картин и скульптур.
В первые годы акцент в галерее был сделан на экспозиции этой скромной коллекции, которая постепенно расширялась за счет даров, завещанных и выкупленных произведений искусства. До 1949 года в галерее прошло всего несколько временных выставок. Затем почётным куратором галереи был назначен У. С. Бейверсток (англ. W. S. Baverstock) и в галерее начала проводиться программа разнообразных шоу и мероприятий. С 1950-х годов важной частью этой программы становится проведение международных выставок. В 1969 году, после назначения директором галереи Брайана Мьюра (англ. Brian Muir), на постоянной основе стала действовать большая выставочная программа с участием новозеландских художников и начала развиваться программа национальных выездных выставочных туров.
На протяжении 12 лет, с 1988 по 2000 годы, художественная галерея Макдугалла проводила выставку современного искусства, «Contemporary Art Annex», которая размещалась в библиотеке Кентерберийского колледжа, ставшей частью Кентерберийского университета (в настоящее время это Центр искусств). Созданная под руководством одного из бывших директоров художественной галереи, Джона Коли (англ. John Coley), эта экспозиция предназначалась для демонстрации работ современных художников, в особенности выходцев из Кентербери. По состоянию на конец ноября 2013 года выставкой современного искусства заведовала галерея школы изящных искусств Кентерберийского университета (англ. the University of Canterbury School of Fine Arts Gallery), сокращённо SOFA.
Художественная галерея Роберта Макдугалла была закрыта для посещения 16 июня 2002 года, а 10 мая 2003 года была открыта новая художественная галерея Крайстчерча.

## Библиотека и архивы
Существует обширный набор материалов, позволяющих подробнее ознакомиться с произведениями искусства, находящимися в коллекции галереи. Основная часть этих материалов находится в библиотеке Роберта и Барбары Стюарт (англ. The Robert and Barbara Stewart Library). Многие материалы хранятся в электронном виде. Коллекция книг состоит из около 10 000 экземпляров, в которых особое внимание уделяется британскому искусству, гравюрам и эстампам, а также современному искусству Новой Зеландии. Кроме того, информация содержится в 1200 досье на художников, в которых содержатся газетные вырезки, переписка, приглашения на выставки и фотографии.
Большое количество информации представлено на веб-сайте галереи, в том числе Бюллетень (англ. Bulletin), его предшественник Обзор (англ. Survey), каталоги Кентерберийского общества художников, журналы и все каталоги The Group. Все публикации художественной галереи Роберта Макдугалла также доступны в режиме онлайн.
Ознакомиться с библиотечным каталогом галереи можно с помощью поиска в каталоге городских библиотек.

## Здание

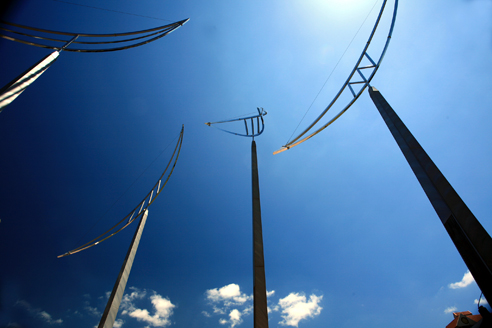
Инсталляция «Причины для путешествий» (Reasons for voyaging) перед галереей.

Здание художественной галереи Крайстчерча, расположенное в городском центре стало одной из достопримечательностей города. Здание из стекла и металла, повторяет своими формами изгибы реки Эйвон, неподалёку от которой оно расположено. В здании галереи размещены девять выставочных зон, тематическая библиотека, многоцелевая аудитория, учебные классы, подземный паркинг, ресторан, несколько торговых точек предприятий розничной торговли и вместительные хранилища для произведений искусства.
Выставочные помещения расположены в двух уровнях, которые соединены мраморной лестницей, расположенной в фойе галереи. В самом фойе преобладает крупномасштабное остекление до потолка. Перед зданием галереи размещена большая инсталляция — «Причины для путешествий» (англ. Reasons for Voyaging) за авторством творческого объединения скульптора Грема Беннетта (англ. Graham Bennett) и архитектора Дэвида Коула (англ. David Cole). Также здесь высажены деревья и расположена зона отдыха.

### История здания
Городская коллекция произведений искусства поначалу располагалась в художественной галерее Роберта Макдугалла (англ. Robert McDougall Art Gallery) в ботаническом саду Крайстчерча. Однако со временем галерея Макдугалла становилась всё более неподходящей для хранения и экспозиции имеющейся коллекции. В 1996 году между улицами Монреаль-стрит и Вустер-бульвар был выкуплен участок под строительство нового здания.
В 1998 году был объявлен конкурс на лучший проект новой художественной галереи. Такой конкурс проводился впервые за 50 лет, прошедших с момента строительства в Новой Зеландии специально спроектированного художественного музея. Требования к проекту были не самыми сложными: участники должны были быть архитекторами, зарегистрированными в Новой Зеландии, а новое здание должно было обеспечивать требуемую функциональность при заданном бюджете. Решение о выборе проекта, характеризующегося захватывающим стеклянным фасадом, было единогласным. Этот проект был представлен компанией Buchan Group.
Австралийская компания Buchan Group со штаб-квартирой в Мельбурне, обладала на тот момент большой архитектурной практикой. Компания участвовала в некоторых значимых проектах 1990-х годов, в том числе в строительстве комплекса Саутгейт (англ. Southgate) в Мельбурне, реконструкции исторического здания центрального почтамта Сиднея и в создании генерального плана центра искусств Виктория (англ. Victoria Arts Centre), Мельбурн.
Несмотря на то, что во время архитектурного конкурса были высказаны сомнения относительно появления современного здания в районе с преобладающей архитектурой викторианской готики, галерея стала одним из самых узнаваемых зданий в Крайстчерче.

### Землетрясения
Здание галереи использовалось в качестве штаба гражданской обороны во время землетрясений 2010 и 2011 годов.
В 2011 году здание выдержало все подземные толчки и оставалось достаточно безопасным, для того, чтобы в нём можно было продолжать работать. После того, как было объявлено чрезвычайное положение, с февраля 2011 года по август 2011 года здесь кроме штаба ГО размещались сотни рабочих от городского Совета Крайстчерча и Комиссии по восстановлению после землетрясений, CERA.
Дополнительной проблемой стала потенциальная угроза произведениям искусства, возникшая при сносе близлежащих к галерее зданий. В сентябре 2011 года служащие галереи предприняли меры по перемещению всей коллекции из более чем 6400 произведений искусства в более безопасные места в здании. Затем все люди были эвакуированы, а здание галереи было закрыто для посетителей. Оно всё же получило некоторые повреждения после землетрясения, на устранение которых потребуется время. Так как художественная галерея Крайстчерча — это достаточно большое здание, то предстоит комплексная работа по ремонту здания, которое запланировано к открытию в 2015 году.
Тем не менее, несмотря на то, что по состоянию на конец ноября 2013 года основное здание галереи было закрыто на реконструкцию, галерея продолжала работать и проводила выставки работ в разных частях города под эгидой программы Outer Spaces.